# العلاقات الإيطالية البنينية
العلاقات الإيطالية البنينية هي العلاقات الثنائية التي تجمع بين إيطاليا وبنين.

## مقارنة بين البلدين
هذه مقارنة عامة ومرجعية للدولتين:
| وجه المقارنة                                              | إيطاليا                                                  | بنين            |
| --------------------------------------------------------- | -------------------------------------------------------- | --------------- |
| المساحة (كم2)                                             | 301.34 ألف                                               | 114.76 ألف      |
| عدد السكان (نسمة)                                         | 60.60 مليون                                              | 11.18 مليون     |
| الكثافة السكانية (ن./كم²)                                 | 201.1                                                    | 97.42           |
| العاصمة                                                   | روما، فلورنسا، تورينو                                    | بورتو نوفو      |
| اللغة الرسمية                                             | اللغة الإيطالية                                          | لغة فرنسية      |
| العملة                                                    | يورو، ليرة إيطالية                                       | فرنك غرب أفريقي |
| الناتج المحلي الإجمالي (بليون دولار)                      | 1.93 تريليون                                             | 9.27 مليار      |
| الناتج المحلي الإجمالي (تعادل القوة الشرائية) بليون دولار | 2.26 تريليون                                             | 22.38 مليار     |
| الناتج المحلي الإجمالي الاسمي للفرد دولار أمريكي          | 29.96 ألف                                                | 762             |
| الناتج المحلي الإجمالي للفرد دولار أمريكي                 | 35.46 ألف                                                | 2.03 ألف        |
| مؤشر التنمية البشرية                                      | 0.873                                                    | 0.480           |
| رمز المكالمات الدولي                                      | +39                                                      | +229            |
| رمز الإنترنت                                              | .it                                                      | .bj             |
| المنطقة الزمنية                                           | توقيت وسط أوروبا، ت ع م+01:00، ت ع م+02:00، أوروبا/روما ‏ | ت ع م+01:00     |

## منظمات دولية مشتركة
يشترك البلدان في عضوية مجموعة من المنظمات الدولية، منها:
| علم المنظمة | اسم المنظمة                               | تاريخ انضمام إيطاليا | تاريخ انضمام بنين |
| ----------- | ----------------------------------------- | -------------------- | ----------------- |
|             | يونسكو                                    | ?                    | 18 أكتوبر 1960    |
|             | مؤسسة التمويل الدولية                     | 27 ديسمبر 1956       | 5 فبراير 1987     |
|             | المركز الدولي لتسوية المنازعات الاستشارية | 28 أبريل 1971        | 14 أكتوبر 1966    |
|             | منظمة حظر الأسلحة الكيميائية              | ?                    | ?                 |
|             | مؤسسة التنمية الدولية                     | 24 سبتمبر 1960       | 16 سبتمبر 1963    |
|             | منظمة التجارة العالمية                    | 1995                 | ?                 |
|             | وكالة ضمان الاستثمار متعدد الأطراف        | 29 أبريل 1988        | 26 سبتمبر 1994    |
|             | الاتحاد البريدي العالمي                   | ?                    | ?                 |
|             | الاتحاد الدولي للاتصالات                  | 1866                 | 1961              |
|             | منظمة الشرطة الجنائية الدولية             | ?                    | ?                 |
|             | الأمم المتحدة                             | 14 ديسمبر 1955       | 20 سبتمبر 1960    |
|             | البنك الدولي للإنشاء والتعمير             | 27 مارس 1947         | 10 يوليو 1963     |
|             | البنك الإفريقي للتنمية                    | ?                    | ?                 |

## وصلات خارجية
- موقع وزارة الخارجية الإيطالية